# Favoni
D'acord amb la tradició mitològica romana, Favoni (en llatí: Favonius) va ser el nom del vent de l'oest, suau, càlid i favorable, equivalent al Zèfir de la mitologia grega.
És un dels quatre Ventus Venti, (els vents provinents dels quatre punts cardinals), fill d'Èol i l'Aurora, amb Aquiló, Volturn i Austre. Segons Plini el Vell, l'acompanyen l'Afer (vent que ve de l'Àfrica) i el Caurus, el vent del nord-oest.
Com que bufa d'occident, se'l relaciona amb la primavera i la germinació de les plantes. Els aurigues del circ de Roma portaven túniques blanques, que representen la velocitat, en el seu honor. Segons Ovidi, era el patró dels cultius. Tenia un fill anomenat Carpus (fruit). Es va identificar, des de molt antic, amb Faune, i la tradició explica que el dia 13 de febrer es va consagrar el temple de Faune, quan va començar a bufar el vent Favoni.